# Datu Montawal
Datu Montawal (in passato Pagagawan) è una municipalità di prima classe delle Filippine, situata nella Provincia di Maguindanao, nella Regione Autonoma nel Mindanao Musulmano.
Datu Montawal è formata da 11 baranggay:
- Balatungkayo (Batungkayo)
- Bulit
- Bulod
- Dungguan
- Limbalud
- Maridagao
- Nabundas
- Pagagawan
- Talapas
- Talitay
- Tunggol